# Дело писателей
«Дело писателей», также известное под названием «книжный скандал» — событие, произошедшее в конце 1997 года, когда пять ведущих реформаторов из правительства и администрации президента Российской Федерации (Анатолий Чубайс, Максим Бойко, Александр Казаков, Альфред Кох и Пётр Мостовой) получили авансом по 90 тысяч долларов каждый от издательской фирмы за ещё не написанную книгу «История российской приватизации».
В число авторов этой книги входил Анатолий Чубайс, занимавший в то время должности первого заместителя премьер-министра и министра финансов. В связи со скандалом Президент РФ Борис Ельцин снял его с поста министра финансов, однако должность первого заместителя Председателя Правительства была за ним сохранена.

## Хроника событий
- 12 мая 1997 года Бойко, Казаков и Кох подписали договоры с издательством «Сегодня-пресс», которое контролировалось группой ОНЭКСИМ. Аналогичный договор 6 июня подписал и Чубайс. Согласно договору каждому из авторов полагался гонорар в 90 тыс. долларов[2].
- 27 мая — Альфред Кох, будучи председателем Госкомимущества, перечислил на имя жены в банк КРЕДИ-СУИСС сумму в 311,8 млн рублей (эквивалентную 90 тыс. долларов); 2 июня такую же сумму перечислил на счёт в «Альфа-банке» заместитель главы Администрации Президента России Максим Бойко. 4 июня другой заместитель главы Администрации Президента Александр Казаков получил 311,9 млн рублей в кассе издательства «Сегодня-пресс». 10 июня на свой счёт в МОСТ-банке двумя платежами деньги получил Анатолий Чубайс.
- Конец сентября 1997 года — к коллективу авторов присоединился Пётр Мостовой, руководитель федерального управления по делам о несостоятельности. 29 сентября он подписал договор с издательством «Сегодня-пресс», а 7 октября получил аванс на свой счёт в банке «МЕНАТЕП».
- 28 октября в интервью газете «КоммерсантЪ» Анатолий Чубайс заявил: «Мы подготовили фундаментальную монографию, которая ответит на важнейшие вопросы развития частной собственности в России, её создания, и для этого собрали коллектив, который, собственно, и занимался созданием частной собственности в нашей стране: Чубайс, Мостовой, Бойко, Казаков, Кох…». В этом же интервью Чубайс отметил, что авторы собираются «пожертвовать деньги за книгу»[3].
- 12 ноября — новость о получении гонорара за якобы ненаписанную книгу распространилась в прессе. В тот же день Чубайс в интервью заявил, что книга закончена, а рукопись находится в издательстве «Сегодня-пресс»[3].
- 14 ноября — старший помощник Генерального прокурора РФ Александр Звягинцев объявил, что делом об издании монографии «История приватизации в России» заинтересовалась Московская городская прокуратура.
- 15 ноября — ушли в отставку глава ФСДН Пётр Мостовой и глава Госкомимущества Максим Бойко[4].
- 18 ноября — Анатолий Чубайс освобождён от должности министра финансов (сохранив за собой пост вице-премьера).
- 1999 год — книга «Приватизация по-российски»[5] под редакцией Анатолия Чубайса выпущена издательством «Вагриус»[2].